# 屋良朝助
屋良朝助（1952年1月14日—），沖繩縣政治運動家、常年候選人、衣料品加工印刷会社代表。他是琉球獨立運動重要人物，為現任嘉利吉俱樂部黨首。
為第二尚氏王朝王室分支向氏屋良家成員，出生美國治下琉球的那霸市，畢業於琉球政府立那霸高等学校。18歲時加入琉球獨立黨（今嘉利吉俱樂部），曾參加批判琉球政府主席、同屬向氏屋良家成員的屋良朝苗施政方針的演講。1978年，發生730事件，沖繩全境道路通行方向由靠右行駛改為靠左行駛。琉球獨立黨發起反對運動，屋良朝助參加抗議運動。之後，琉球獨立黨的活動陷入停止狀態。
2005年8月15日，屋良朝助與第一代黨首野底武彥會談。之後，屋良朝助被選為第二代黨首，野底武彥則成為名譽黨首。2006年，屋良朝助以琉球獨立黨黨首的身份參加沖繩縣知事選舉，得票数6,220票、得票率0.93%，得票數遠低於另兩位候選人仲井真弘多和糸數慶子，原因與琉球人認為琉球獨立不太現實有關。
2008年，琉球獨立黨改名嘉利吉俱樂部，屋良朝助仍任黨首。同年參加那霸市長選舉，落敗。

## 外部連結
- 屋良朝助的X（前Twitter）